# Joe Courtney (cestista)
Joseph Pierre Courtney III, detto Joe (Jackson, 17 ottobre 1969), è un ex cestista statunitense, professionista nella NBA, in Europa, Giappone e Venezuela.

## Palmarès
- CBA All-Rookie First Team (1993)